# 하버드 비즈니스 리뷰

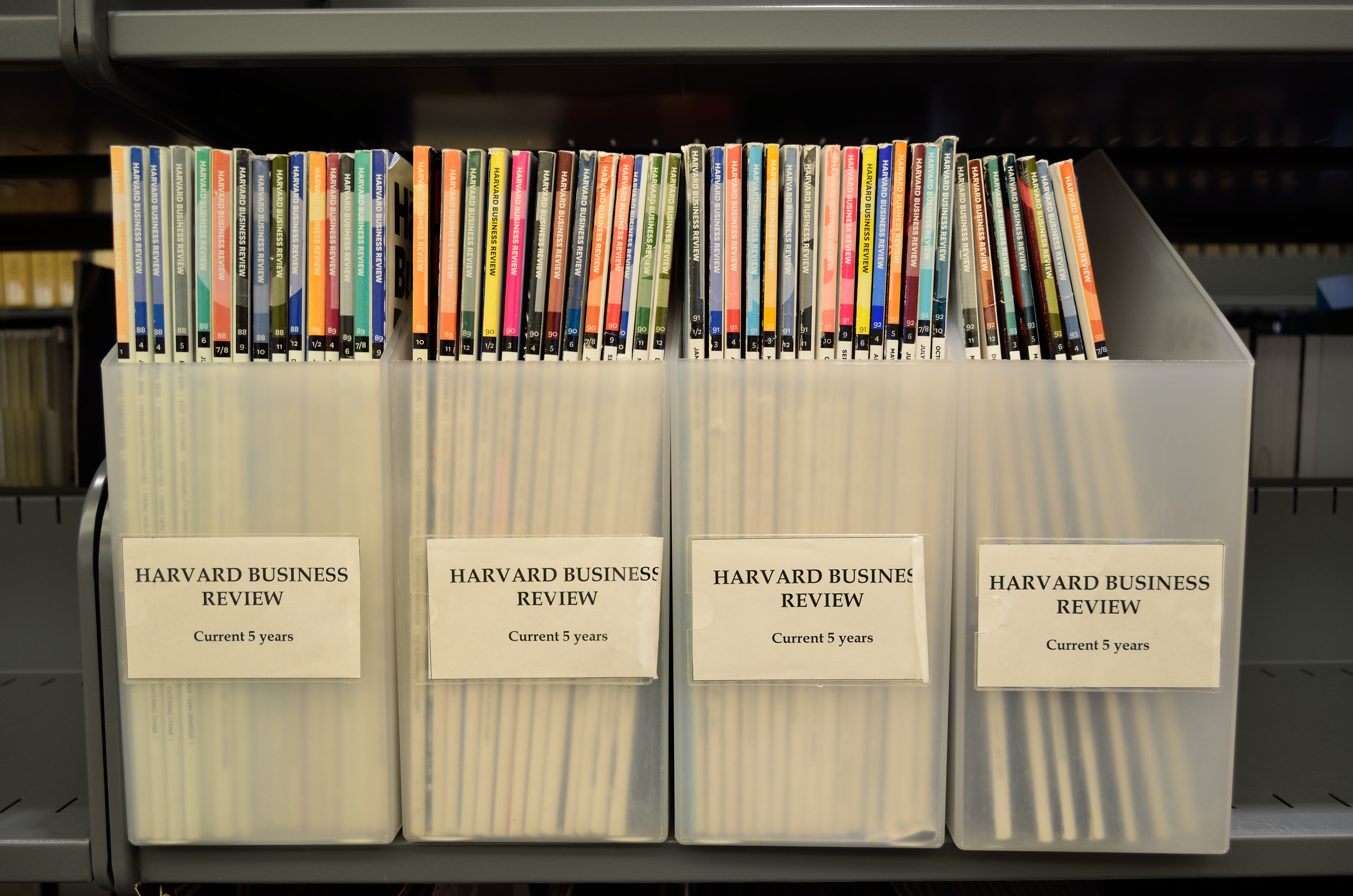
하버드 비즈니스 리뷰

하버드 비즈니스 리뷰(Harvard Business Review)는 미국 하버드 경영대학원 소유의 월간 경영학 잡지로 1922년에 하버드 비즈니스 출판사(Harvard Business School Publishing)에 의해 처음 출판되었다. 미국판은 약 250,000 명의 독자가 있다. 미국판 외에 전 세계적으로 14개 에디션으로 발행된다. 한국어판은 2014년 3월부터 동아일보사에서 번역과 편집을 맡아 미국판과 동시에 발행하고 있다.

## 같이 보기
- 하버드 경영대학원
- 하버드 대학교